# UNEDMovil
UNEDMovil es un proyecto desarrollado con tecnología Java por el centro asociado de la Universidad Nacional de Educación a Distancia (UNED) en Málaga en colaboración con alumnos de la Escuela Técnica Superior de Informática y Telecomunicaciones (ETSIT) de la Universidad de Málaga (UMA). Dado el carácter abierto de la UNED, UNEDMovil surge con la idea de ofrecer a sus alumnos acceso a información de diverso tipo, y en tiempo real a través del teléfono móvil.
La información disponible a través de UNEDMovil es la siguiente:
- Oferta de estudios
- Horarios de tutorías
- Avisos más importantes
- Próximas prácticas
- Próximas videoconferencias
- Últimas noticias

- Datos: Q6155024